# Zaoyang
Zaoyang (枣阳 ; pinyin : Zǎoyáng) est une ville de la province du Hubei en Chine. C'est une ville-district placée sous la juridiction de la ville-préfecture de Xiangfan.

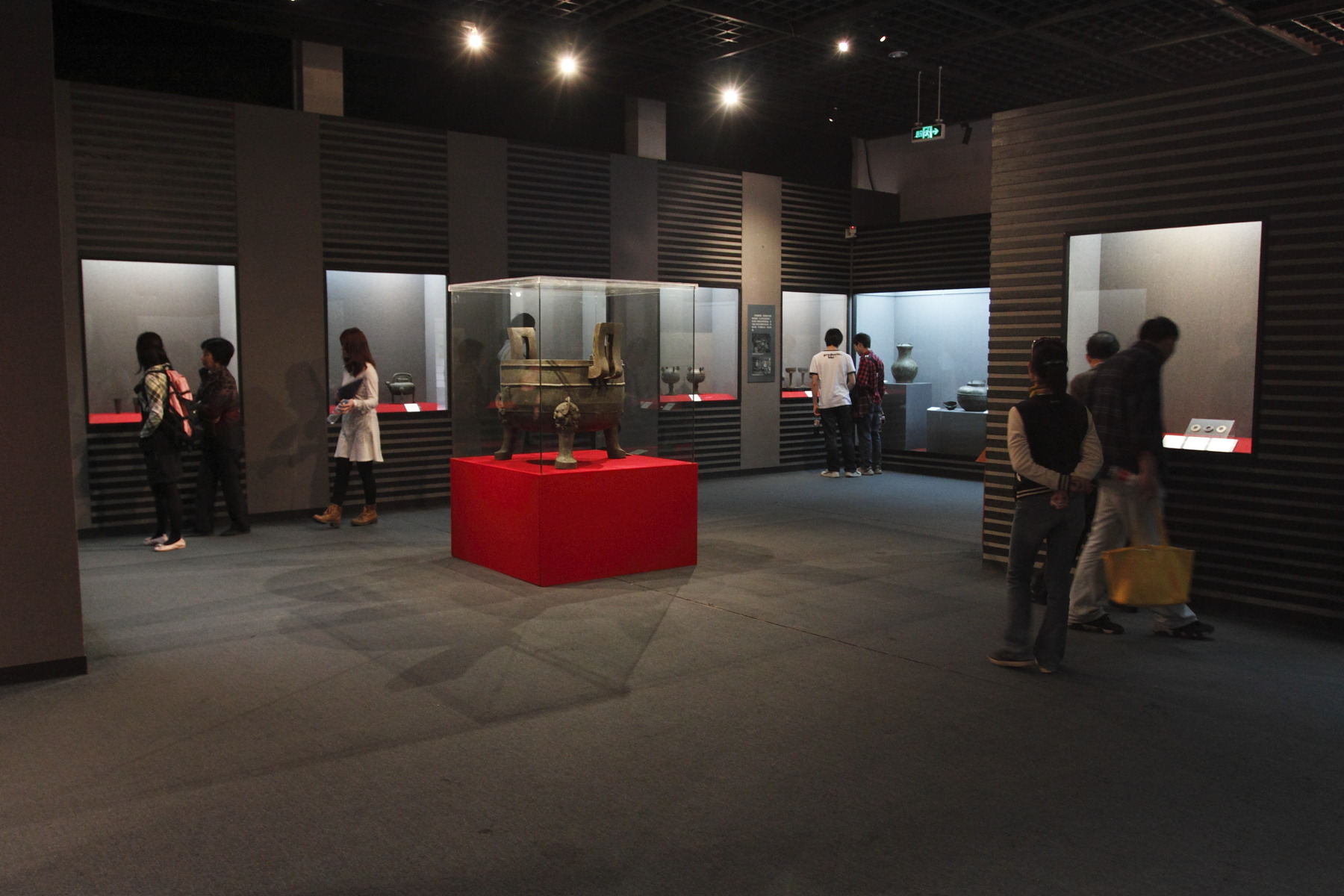
Objets des tombeaux de Jiuliandun

## Démographie
La population du district était de 1 096 663 habitants en 1999.